# Велика награда Русије 2015
Велика награда Русије 2015 (службено позната као "Russian Grand Prix") је аутомобилска трка Формуле 1, која се одржава 11. октобра 2015. на стази Сочи Аутодрум у Сочију, Краснодарски крај, у Русији. Ово је петнаеста трка у сезони 2015. и уједно и 2. трка за Велику награду Русије.